# Carja
Carja (em árabe, خرجة jarŷa, "saída" ou "final") é uma composição lírica popular do Alandalus, que constituía a parte final da moachaha, de que existem exemplos desde o século X-XI. As carjas eram compostas em dialecto hispanoárabe coloquial, ou na língua romance que usavam os andaluzes, chamada de moçárabe (que significa "arabizado"). Foram escritas por poetas cultos árabes e judeus, mas principalmente por mulheres aristocráticas, que usavam a lírica romance tradicional como modelo. Foram recolhidas do folclore popular, e adaptadas às necessidades métricas (já que deveriam integrá-las na moachaha) ou até compô-las do zero, a partir de modelos tradicionais. A sua importância é enorme, já que são as composições mais antigas conhecidas em língua românica.
A moachaha (procedente do árabe موشحة muwaššaḥa (ou  muwashshaha), é um tipo de poema culto que teve o seu momento de esplendor no Alandalus entre os séculos IX e XII. Os árabes tinham trazido consigo um modelo lírico do século IV, a cássida, que constava de versos grandes monorrítmicos emparelhados, adequados para serem transmitidos oralmente pelos mestres. É o tipo de verso usado no Corão. A moaxaja está escrita em versos curtos, devido à influência da lírica popular, mas com temas e estruturas muito complexas. Aparece na península e pensa-se que é o fruto da mistura de culturas existentes, consequência da convivência próxima de culturas na Hispânia muçulmana da época dos taifas, (árabe-hebreu-cristão). Os próprios árabes referiam-se às vezes às moaxajas como "cançõezinhas ao estilo cristão". Foram descobertas e traduzidas pela primeira vez em 1948 pelo hebraísta Samuel Miklos Stern. Várias interpretações sucessivas por diversos especialistas ao longo dos anos resultaram nos textos que temos disponíveis hoje em dia. Dada a ambiguidade das línguas semíticas, há múltiplas interpretações que podem ser consideradas, e as carjas continuam por isso a ser um motivo de debate entre os investigadores especializados. As carjas encaixam na moaxaja sob a forma de um refrão de poucos versos em língua romance, hebreu ou árabe vulgar no final da moaxaja. Outra manifestação poética de características semelhantes, o
zéjel, diferencia-se ao dispersar os versos por todo o poema.

## Temática das carjas
As carjas moçárabes de amor são pequenos poemas populares nos quais, geralmente, a voz do autor ou da autora é a da uma rapariga que fala das suas experiências amorosas às suas irmãs ou à sua mãe. Parece provável que a maioria destes textos tenha sido escrita por homens, apesar de a temática e o conteúdo dos textos pedirem a sua composição na primeira pessoa de uma voz feminina. Os seus traços mais destacados são: a abundância de exclamações, interrogações e repetições, o uso de um léxico simples e de muitos diminutivos, a construção em versos de arte menor. Considera-se que as carjas, as cantigas de amigo galaico-portuguesas e os vilancetes em castelhano são ramificações de uma mesma tradição popular, que também tem expressões fora da Península Ibérica: a lírica tradicional. A importância das carjas está no facto de permitirem aclarar as origens da literatura portuguesa e espanhola, já que provam que na Península Ibérica existia também uma poesia lírica antiga. Até à descoberta de Stern, o género épico era considerado a raiz da literatura espanhola.

## Carjas Romance
Apesar de constituírem apenas uma fracção do corpo existente ainda de carjas, as carjas escritas em língua romance são as que atraíram mais os estudiosos. Com exemplos que recuam até ao século XI, este género de poesia está provavelmente entre a mais antiga em qualquer língua romance, e é seguramente a forma mais antiga de lírica poética em Línguas ibero-românicas.
Considera-se que a sua redescoberta no século XX por Samuel Miklos Stern e Emilio García Gómez permitiu lançar uma nova luz sobre a evolução das línguas românicas.
As carjas românicas são mais limitadas em termos temáticos, comparativamente às outras, já que são quase todas sobre o amor. Aproximadamente 3 quartos delas são colocadas na boca de uma mulher, enquanto que nas carjas em árabe, essa proporção é de cerca de 1 quinto.

### Debate sobre as origens
Uma vez que a carja pode ser escrita separada da "moaxaja", muitos académicos especularam sobre se as carjas romance seriam originalmente parte da lírica popular espanhola que os poetas da corte incorporaram nos seus poemas.  Algumas semelhanças com outras líricas românicas foram notadas, no tema, métrica, e língua.  Escritores árabes do Médio Oriente ou Norte de África como Ahmad al-Tifashi (1184–1253) referiram-se a "canções no estilo cristão" cantadas no Alandalus desde tempos antigos, e estas canções foram por vezes identificadas com as carjas. 
Outros estudiosos disputam estas afirmações, alegando que as carjas se encontram firmemente dentro da tradição árabe com pouca ou nenhuma contribuição românica, e as semelhanças aparentes apenas aparecem porque os temas das carjas são universais na literatura humana.

### Debate sobre a língua e a leitura
As traduções modernas das carjas românicas são motivo de debate em parte porque a escrita árabe não inclui vogais. Muitas delas foram copiadas por escribas que provavelmente não compreendiam a língua que estavam a copiar, o que pode ter causado erros na transmissão. Um grande espectro de traduções é por isso possível, dada a ambiguidade criada pelas vogais inexistentes e as consoantes possivelmente erradas. Por causa disto, muitas traduções destes textos são contestadas por alguns. Fortes críticas foram feitas às edições de García Gómez por causa dos seus erros paleográficos.  Um debate emerge em torno do vocabulário misto usado pelos autores.
Muitas das carjas românicas não estão totalmente escritas em língua romance, mas incluem elementos árabes, em maior ou menor grau. Tem sido discutido que uma tal mistura não pode representar os padrões de discurso naturais dos falantes de línguas românicas,  e que as carjas romance têm por isso de ser consideradas como estando em  Latim macarrónico. 
Uma minoria de académicos, como Richard Hitchcock defendem que as carjas romance não estão na verdade predominantemente em língua romance de todo, mas sim um idioma árabe extremamente coloquial que apresentava influência das variantes Romance locais. Esses académicos acusam a maioria dos estudiosos de lerem a escrita ambígua de uma forma insustentável ou questionável e de ignorar os relatos árabes contemporâneos sobre a forma como as "moaxajas" ou "carjas" foram compostas.

## Exemplos

### Romance
| carja en moçárabe: ¡Tant' amáre, tant' amáre, habib, tant' amáre! Enfermaron uelios gaios, e dolen tan male. | Tradução em português: Tanto amar, tanto amar!, amigo, tanto amar! Adoeceram uns olhos que antes eram alegres e agora doem tanto. |

Um exemplo de uma carja do poeta judeu Yehuda Halevi:
| Kharja Vayse meu corachón de mib. Ya Rab, ¿si me tornarád? ¡Tan mal meu doler li-l-habib! Enfermo yed, ¿cuánd sanarád? | Tradução em português: O meu coração foge de mim. Oh Deus, voltará para mim? Tão forte é a minha dor pelo meu amado! Está doente, Quando se curará? |

Estes versos expressam o tema da dor da espera pelo amante ausente ("habib"). Muitos estudiosos compararam estes temas com os das cantigas de amigo galaico-portuguesas, que datam de 1200-1300, mas “[t]he early trend […] towards seeing a genetic link between kharajat and cantigas d’amigo seems now to have been over-hasty.” 
| carja em moçárabe: Garīdboš, ay yermanēllaš kóm kontenērhé mew mālē, sīn al-ḥabībnon bibrē´yo: ¿ad ob l'iréy demandāre? bay-še mio qorason de mib Yā rabbī ši še tornarad țanmal mio doler al-habīb Enfermo Ϋed quan šanarad ¿Qué faré mamma? Mio al-habib eštad yana. | Tradução em português: Digam-me, minhas irmãs como parar o meu mal? Sem o meu amado não viverei: onde o procuro? O meu coração foge de mim. Oh Deus, ele voltará para mim? Tão forte é a minha dor pelo meu amado! Está doente, quando se curará? Que farei, mãe? O meu amado está à porta |

### Árabe
Exemplo de uma carja árabe:
Que bonito é o exército com as suas hierarquias ordeiras
Quando os campeões chamam: 'Oh Wāthiq, oh belo!'
Esta carja é de uma "moachaha" do 'Dar al-Tirāz' de Ibn Sanā' al-Mulk.

## Características das carjas
Foram compostas no final do século X e no XI. São formalmente parecidas com as cantigas de amigo galego-portuguesas, com a voz lírica feminina que se lamenta pela perda ou ausência do amado. As carjas são parte da lírica primitiva.
A descoberta das carjas prova que em Espanha eram tratados temas comuns e que a lírica foi cantada nas diversas línguas que havia na Hispânia da época, incluindo o moçárabe (a língua romance andalusa).
Apesar das carjas antecederem e originarem a moaxaja, as duas têm temáticas distintas.
Apresentando estruturas diversas, a maioria das carjas são  quadras e em menor quantidade dísticos.
A rima costuma ser consonante, e apresenta-se de forma diversa: -a -a, abab...
Cerca de um terço das carjas que chegaram até nós estão escritas em Árabe Clássico. Muitas das restantes estão em Árabe Andaluz, mas há cerca de 70 exemplos que estão escritas ou em língua romance ibérica ou com elementos romance significativos. Nenhuma está escrita em hebraico mesmo quando a moaxaja está em hebraico.  Geralmente, mas não sempre, a carja é apresentada como uma citação de um orador que é introduzido na estrofe anterior. Não é fora do comum encontrar a mesma carja anexada a diferentes moaxajas. O escritor egípcio Ibn Sanā' al-Mulk (1155–1211), no seu Dar al-Tirāz (um estudo das moaxajas, que inclui uma antologia) afirma que a carja era a parte mais importante do poema, que os poetas criavam a moaxaja a partir da carja, e que consequentemente era considerado melhor utilizar uma boa carja já existente do que compor uma má. (citação)
As carjas descrevem o amor, os prazeres da bebida, o louvor, mas também o ascetismo.

## Descoberta das carjas nos tempos modernos
As carjas foram descobertas no ano 1948 pelo hebraísta Samuel Miklos Stern, em colaboração com o arabista espanhol Emilio García Gómez, e foram recuperadas graças aos poetas cultos árabes e hebreus daqueles séculos que as incorporaram nas suas moaxajas. As carjas estão escritas em  moçárabe com grafia do alifato árabe ou alefato hebreo (literatura aljamiada).

## Veja-se também
- Literatura aljamiada
- Literatura portuguesa da Idade Média
- Literatura espanhola da Idade Média

## Edições de carjas e Bibliografia
- Corriente, Federico, Poesía dialectal árabe y romance en Alandalús, Madrid, Gredos, 1997 (contains all extant kharjas in Romance and Arabic)
- Stern, Samuel Miklos, Les Chansons mozarabes, Palermo, Manfredi, 1953.
- García Gómez, Emilio, Las jarchas romances de la serie árabe en su marco : edición en caracteres latinos, versión española en calco rítmico y estudio de 43 moaxajas andaluzas, Madrid, Sociedad de Estudios y Publicaciones, 1965, ISBN 84-206-2652-X
- Solà-Solé, Josep Maria, Corpus de poesía mozárabe, Barcelona, Hispam, 1973.
- Monroe, James & David Swiatlo, ‘Ninety-Three Arabic Harğas in Hebrew Muwaššaḥs: Their Hispano-Romance Prosody and Thematic Features’, Journal of the American Oriental Society, 97, 1977, pp. 141-163.

- Galmés de Fuentes, Álvaro, Las Jarchas Mozárabes, forma y Significado, Barcelona, Crítica, 1994, ISBN 84-7423-667-3
- Nimer, Miguel, Influências Orientais na Língua Portuguesa, São Paulo, 2005, ISBN 85-314-0707-9
- Armistead S.G., Kharjas and villancicos, in «Journal of Arabic Literature», Volume 34, Numbers 1-2, 2003, pp. 3–19(17)
- Hitchcock, Richard, The "Kharjas" as early Romance Lyrics: a Review, in «The Modern Language Review», Vol. 75, No. 3 (Jul., 1980), pp. 481-491
- Zwartjes, Otto & Heijkoop, Henk, Muwaššaḥ, zajal, kharja : bibliography of eleven centuries of strophic poetry and music from al-Andalus and their influence on East and West, 2004, ISBN 90-04-13822-6